# Cho Jun-ho
Cho Jun-ho (koreanisch 조준호; * 16. Dezember 1988 in Busan, Gyeongsangnam-do) ist ein südkoreanischer Judoka.

## Sportliche Karriere
Beim Olympischen Judoturnier 2012 in London gewann er die Bronzemedaille im Halbleichtgewicht bis 66 kg. Bei den Asienmeisterschaften in Abu Dhabi und den Weltmeisterschaften in Paris gewann er in seiner Gewichtsklasse ebenfalls jeweils Bronze.